# Nickellotharmeyerit
Nickellotharmeyerit ist ein sehr selten vorkommendes Mineral aus der Mineralklasse der „Phosphate, Arsenate und Vanadate“. Er kristallisiert im monoklinen Kristallsystem mit der chemischen Zusammensetzung Ca(Ni,Fe)2(AsO4)2(H2O,OH)2 und ist damit chemisch gesehen ein wasserhaltiges Calcium-Nickel-Eisen-Arsenat mit einem variablen Anteil an zusätzlichen Hydroxidionen.
Nickellotharmeyerit entwickelt an seiner Typlokalität in Hohlräumen zersetzter Nickel-/Cobaltarsenide im grobkörnigen Quarz sitzende Kristalle von höchstens 50 µm Größe, die die zu winzigen Aggregaten von maximal 0,5 mm Durchmesser sowie mikrokristallinen Krusten zusammentreten. Nur eine Stufe wies „große“ Kristalle von bis zu 0,1 mm Länge auf.
Die Typlokalität des Minerals ist die Halde des Pucherschachtes im Grubenfeld „Wolfgang Maaßen“, Schneeberg im sächsischen Erzgebirgskreis, Erzgebirge, wo in der zweiten Hälfte des 19. Jahrhunderts Bismuterze abgebaut worden sind. Das Grubenfeld mit dem Haldenkomplex von „Pucherschacht“ und „Friedefürst“, in dem seit 1868 davor als nutzlos aufgehaldete Bismuterze gewonnen worden sind, erhielt wegen des in kurzer Zeit erzielten, unerwartet hohen Gewinns den Namen „Neu-Californien“.

## Etymologie und Geschichte

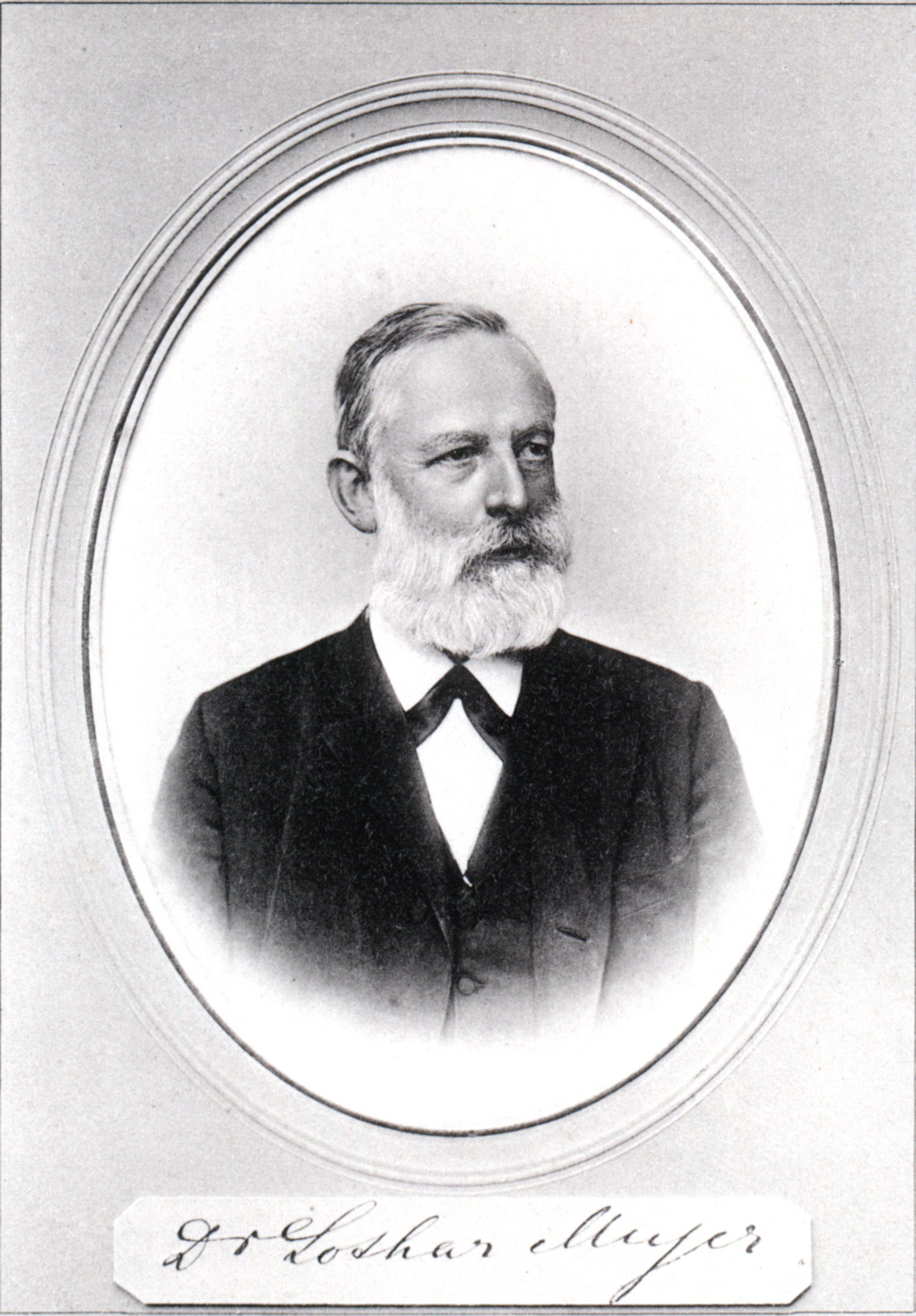
Julius Lothar von Meyer – Namenspatron für Lotharmeyerit und den verwandten Nickellotharmeyerit

Ende der 1990er Jahre entdeckte der Schneeberger Sammler Fritz Schlegel auf der Halde des Pucherschachts in Schneeberg Hohlräume im grobkörnigen Quarz, die neben pulverigem „Limonit“ mit einem visuell nicht identifizierbaren Mineral ausgefüllt waren. Erste Untersuchungen zeigten, dass es sich bei diesem Mineral um einen neuen Vertreter der Tsumcoritgruppe handelt, der dem zu dieser Zeit bereits beschriebenen Cobaltlotharmeyerit sowie den damals noch in Bearbeitung begriffenen Mineralen Schneebergit und Nickelschneebergit stark ähnelt. Nach weiteren umfangreichen Untersuchungen wurde die neue Phase der International Mineralogical Association (IMA) vorgelegt, die sie im Jahre 1999 als neues Mineral anerkannte. Im Jahre 2001 wurde das Mineral von einem internationalen Wissenschaftlerteam um den deutschen Wissenschaftler Werner Krause sowie Herta Effenberger, Heinz-Jürgen Bernhardt und Mirko Martin im deutschen Wissenschaftsmagazin „Neues Jahrbuch für Mineralogie, Monatshefte“ als Nickellotharmeyerit beschrieben. Die Autoren benannten das Mineral aufgrund seiner Verwandtschaft mit Lotharmeyerit und der Dominanz von Nickel auf der Me(2)-Position.
Das Typmaterial für Nickellotharmeyerit wird unter den Katalognummern 18329 Sa (MMG) (Holotyp) und 18328 Sa (MMG) (Cotyp) am Standort „Tresor“ im Museum für Mineralogie und Geologie Dresden innerhalb der Senckenberg Naturhistorischen Sammlungen Dresden in Dresden in Deutschland aufbewahrt.

## Klassifikation
Die aktuelle Klassifikation der International Mineralogical Association (IMA) zählt den Nickellotharmeyerit zur Tsumcoritgruppe mit der allgemeinen Formel Me(1)Me(2)2(XO4)2(OH,H2O)2, in der Me(1), Me(2) und X unterschiedliche Positionen in der Struktur der Minerale der Tsumcoritgruppe mit Me(1) = Pb2+, Ca2+, Na+, K+ und Bi3+; Me(2) = Fe3+, Mn3+, Cu2+, Zn2+, Co2+, Ni2+, Mg2+ und Al3+ und X = As5+, P5+, V5+ und S6+ repräsentieren. Zur Tsumcoritgruppe gehören neben Nickellotharmeyerit noch Cabalzarit, Cobaltlotharmeyerit, Cobalttsumcorit, Ferrilotharmeyerit, Gartrellit, Helmutwinklerit, Kaliochalcit, Krettnichit, Lotharmeyerit, Lukrahnit, Manganlotharmeyerit, Mawbyit, Mounanait, Natrochalcit, Nickelschneebergit, Nickeltsumcorit, Phosphogartrellit, Rappoldit, Schneebergit, Thometzekit, Tsumcorit, Yancowinnait und Zinkgartrellit. Nickellotharmeyerit bildet zusammen mit Lotharmeyerit (Me(2) = Zn), Cabalzarit (Mg), Cobaltlotharmeyerit (Co), Ferrilotharmeyerit (Fe3+) und Manganlotharmeyerit (Mn) die „Lotharmeyerit-Untergruppe“.
In der mittlerweile veralteten, aber noch gebräuchlichen 8. Auflage der Mineralsystematik nach Strunz gehörte der Nickellotharmeyerit zur Mineralklasse der „Phosphate, Arsenate und Vanadate“ und dort zur Abteilung der „Wasserhaltigen Phosphate ohne fremde Anionen“, wo er zusammen mit Cabalzarit, Cobaltlotharmeyerit, Cobalttsumcorit, Ferrilotharmeyerit, Gartrellit, Helmutwinklerit, Krettnichit, Lotharmeyerit, Lukrahnit, Manganlotharmeyerit, Mawbyit, Mounanait, Nickelschneebergit, Phosphogartrellit, Rappoldit, Schneebergit, Thometzekit, Tsumcorit und Zinkgartrellit die „Tsumcorit-Gartrellit-Gruppe“ mit der System-Nr. VII/C.31 bildete.
Die seit 2001 gültige und von der International Mineralogical Association (IMA) verwendete 9. Auflage der Strunz’schen Mineralsystematik ordnet den Nickellotharmeyerit ebenfalls in die Abteilung der „Phosphate usw. ohne zusätzliche Anionen; mit H2O“ ein. Diese ist allerdings weiter unterteilt nach der relativen Größe der beteiligten Kationen und dem Stoffmengenverhältnis von Phosphat-, Arsenat- bzw. Vanadat-Komplex zum Kristallwassergehalt, so dass das Mineral entsprechend seiner Zusammensetzung in der Unterabteilung „Mit großen und mittelgroßen Kationen; RO4 : H2O = 1 : 1“ zu finden ist, wo es zusammen mit Cabalzarit, Cobaltlotharmeyerit, Cobalttsumcorit, Ferrilotharmeyerit, Krettnichit, Lotharmeyerit, Manganlotharmeyerit, Mawbyit, Mounanait, Nickelschneebergit, Schneebergit, Thometzekit und Tsumcorit die „Tsumcoritgruppe“ mit der System-Nr. 8.CG.15 bildet.
Auch die vorwiegend im englischen Sprachraum gebräuchliche Systematik der Minerale nach Dana ordnet den Nickeltlotharmeyerit in die Klasse der „Phosphate, Arsenate und Vanadate“ und dort in die Abteilung der „Phosphatminerale“ ein. Hier ist er zusammen mit Lotharmeyerit, Ferrilotharmeyerit und Cobaltlotharmeyerit in der „Lotharmeyerit-Reihe“ mit der System-Nr. 37.01.06 innerhalb der Unterabteilung der „Wasserfreien sauren Phosphate etc., mit verschiedenen Formeln“ zu finden.

## Chemismus
Elf Mikrosondenanalysen an Nickellotharmeyerit ergaben Mittelwerte von 9,29 % CaO; 12,86 % NiO; 3,83 % CoO; 0,11 % CuO; 0,62 % ZnO; 0,90 % PbO; 12,88 % Fe2O3; 8,56 % Bi2O3; 0,23 % P2O5; 45,32 % As2O5; 0,12 % SO3 und 5,35 % H2O (berechnet) sowie kleinere Mengen (< 0,05 Gew.-%) an Al2O3 und V2O5. Auf der Basis von zehn Sauerstoffatomen errechnete sich aus ihnen die empirische Formel (Ca0,83,Bi0,18Pb0,02)Σ=1,03(Ni0,86Fe3+0,81Co0,26Zn0,04)Σ=1,97[(AsO4)1,98(PO4)0,02]Σ=2,00[(OH)1,01(H2O)0,98]Σ=1,99, welche zu Ca(Ni,Fe3+)(AsO4)2(H2O,OH)2 idealisiert wurde.
In Aït Ahmane, Bou Azzer, Marokko, gefundene Nickellotharmeyeritkristalle weisen deutliche Gehalte an Mangan auf.
In den Kristallen ist eine Mischkristallbildung auf der Me(2)-Position unter Einbeziehung von Co, Fe3+ und Ni weit verbreitet. Von besonderem Interesse ist die Substitution von Ca durch Bi3+, wobei die gemessenen Gehalte zwischen 6 und 12 Gew.-% Bi2O3 betragen. Insgesamt wird die Mischkristallbildung auf der Me(2)-Position durch eine Ca/Bi-Substitution auf der Me(1)-Position begleitet. Der relevante heterovalente Austauschmechanismus ist [Ca2+Me(2)3+]5+  ↔ [Bi3+Me(2)2+]5+. Auf diese Weise existieren verschiedene Mischkristalle zwischen Nickellotharmeyerit, Cobaltlotharmeyerit, Nickelschneebergit und Schneebergit – oft sogar auf ein und derselben Stufe in z. T. direkter Nachbarschaft. Für Schneeberg typisch ist das gemeinsame Vorkommen von Cobalt und Nickel in den entsprechenden Mischkristallen – reine Cobalt- oder Nickelglieder sind dagegen unbekannt. Ferner ist durch die gekoppelten Substitution [Me(1)2+Me(2)3+]  ↔ [Me(1)3+Me(2)2+] ein (OH):H2O)-Verhältnis von nahezu 1:1 möglich.
Nickellotharmeyerit stellt das Ni-dominante Analogon zum Zn-dominierten Lotharmeyerit dar. Er ist auch das entsprechende Analogon zum Mg-dominierten Cabalzarit, zum Fe3+-dominiertem Ferrilotharmeyerit, zum Mn3+-dominierten Manganlotharmeyerit und zum Co-dominierten Cobaltlotharmeyerit. Nickeltlotharmeyerit ist ferner auch das Ca-dominierte Analogon zum Bi-dominierten Nickelschneebergit, mit dem er eine vollständige Mischkristallreihe bildet. Insgesamt ist zwischen Nickellotharmeyerit und Cobaltlotharmeyerit auf der einen und Nickelschneebergit und Schneebergit auf der anderen Seite unbegrenzte Mischkristallbildung möglich.
Nickellotharmeyerit bildet schließlich auch eine Mischkristallreihe mit Nickeltsumcorit, dem Nickel-dominanten Analogon des Zn-dominierten Tsumcorits.

## Kristallstruktur
Nickellotharmeyerit kristallisiert im monoklinen Kristallsystem in der Raumgruppe C2/m (Raumgruppen-Nr. 12) mit den Gitterparametern a = 9,005 Å; b = 6,205 Å; c = 7,411 Å und β = 115,31° sowie zwei Formeleinheiten pro Elementarzelle.
Die Kristallstruktur des Nickellotharmeyerits ist identisch mit der Struktur der anderen Vertreter der Tsumcoritgruppe. Die Me(2)Φ6-Oktaeder (Φ: O2−, OH−, H2O) besitzen gemeinsame Kanten und sind zu in Richtung der b-Achse [010] gestreckten Ketten angeordnet. Diese Ketten sind durch gemeinsame Ecken mit AsO4-Tetraedern miteinander verknüpft und bilden dadurch Schichten mit der Zusammensetzung Me(2)(AsO4)(OH,H2O), die parallel (001) angeordnet sind. Die Topologie dieser Schicht ist identisch mit der im Natrochalcit, NaCu2(SO4)2(H3O2). Die Ca2+-Kationen befinden sich zwischen den Schichten und sorgen für die Verbindung zwischen den Schichten in Richtung der a-Achse [100].
Nickellotharmeyerit ist isotyp (isostrukturell) zu den monoklinen Vertretern der Tsumcoritgruppe wie Tsumcorit und Natrochalcit und den anderen, oben genannten Vertretern der Lotharmeyerit-Untergruppe.

## Eigenschaften

### Morphologie
Nickellotharmeyerit entwickelt im Material vom „Pucherschacht“ nach {101} tafelige und nach der b-Achse [010] gestreckte Kristalle mit Größen von maximal  < 0,1 mm, die zu halbmillimetergroßen Aggregaten zusammentreten. Sie sitzen zumeist im grobkörnigen Zellquarz in eckigen Hohlformen weggelöster Ni/Co-Arsenide. An den winzigen Kriställchen ist nur die Flächenform {101} identifiziert worden.
In den 1990er Jahren in Hohlräumen im Talmessit auf dem „Gang No. 52“ in Aït Ahmane, Bou Azzer, Marokko, gefundenen Nickellotharmeyeritkristalle bilden kugelige Aggregate von maximal 0,1 mm Durchmesser. Dieser Nickellotharmeyerit weist deutliche Mn-Gehalte auf und lässt bei starker Vergrößerung spitze, beudantitähnliche Kristalle erkennen. Nickellotharmeyerit aus Lavrion, Griechenland, bildet Krusten aus winzigen, schuppigen Kriställchen oder erdige Überzüge.

### Physikalische und chemische Eigenschaften
Die Kristalle des Nickellotharmeyerits sind braun bis gelb. Seine Farbe hängt zu einem gewissen Grad von der Menge des in das Kristallgitter eingebauten Fe3+ ab, welches mit dem Gehalt an Bismut korreliert. Bismutfreier Nickellotharmeyerit ist braun bis rotbraun, die Farbe wird mit zunehmendem Gehalt an Bismut und abnehmendem Gehalt an Eisen zu braungelb bis braun aufgehellt. Nahezu cobaltfreier Nickellotharmeyerit aus Lavrion ist gelblichgrün. Die Strichfarbe der Nickellotharmeyeritkristalle ist dagegen immer hellbraun.
Die Oberflächen der durchsichtigen Kristalle weisen einen halbdiamantartigen Glanz auf, was gut mit den Werten für die Lichtbrechung übereinstimmt. An den Kristallen des Nickellotharmeyerits wurden sehr hohe Werte für die Lichtbrechung (nα = 1,80; nβ = 1,81; nγ = 1,87) und für die Doppelbrechung (δ = 0,070) identifiziert. Die höheren Werte für die Lichtbrechung bedingen beim Nickellotharmeyerit den im Vergleich zum
Cobaltlotharmeyerit (Glasglanz) stärkeren Halbdiamantglanz. Unter dem Mikroskop zeigt das Mineral im durchfallenden Licht einen starken Pleochroismus von X = gelb über Y = braun nach Z = blassgelb.
Nickellotharmeyerit besitzt keine Spaltbarkeit. Aufgrund seiner Sprödigkeit bricht er aber ähnlich wie Quarz, wobei die Bruchflächen muschelig ausgebildet sind. Mit einer Mohshärte von 4,5 gehört das Mineral zu den mittelharten Mineralen, steht damit zwischen den Referenzmineralen Fluorit (Härte 4) und Apatit (Härte 5) und lässt sich wie diese mehr (Fluorit) oder weniger (Apatit) leicht mit dem Taschenmesser ritzen. Die Vickershärte VHN25 wurde mit 500 ± 50 kg/mm2 bestimmt. Die berechnete Dichte für Nickellotharmeyerit beträgt 4,45 g/cm³. Das Mineral fluoresziert weder im lang- oder im kurzwelligen UV-Licht.
Nickellotharmeyerit ist nur langsam in warmer, verdünnter Salzsäure, HCl, ohne Aufbrausen löslich.

## Bildung und Fundorte
Nickellotharmeyerit ist ein typisches Sekundärmineral, welches sich wie die meisten Vertreter der Tsumcoritgruppe in der Oxidationszone von arsenreichen polymetallischen Buntmetall-Lagerstätten bildet. Zersetzter Anhydrit lieferte das zur Mineralbildung nötige Calcium, Bismut stammt aus der Verwitterung von gediegenem Wismut, Co, Fe3+ und Ni wurden wahrscheinlich bei der Auflösung von Mineralen der Skutterudit-Nickelskutterudit-Mischkristallreihe, auf die die beschriebenen Hohlformen zurückgehen, bereitgestellt.
Die Typlokalität des Nickellotharmeyerits ist der „Pucherschacht“ im Schneeberger Grubenfeld „Wolfgang Maaßen“, Erzgebirge, Sachsen, Deutschland. Parageneseminerale sind Ni/Co-haltiger Ferrilotharmeyerit, Mawbyit, Arseniosiderit, Zeunerit und Bariopharmakosiderit. In einiger Fällen ist Nickellotharmeyerit teilweise von winzigen Krusten aus Lukrahnit überwachsen. Weiterhin werden als Begleitminerale hellgrüner Konichalcit, Beudantit und Segnitit angegeben.
Als sehr seltene Mineralbildung konnte Nickellotharmeyerit bisher (Stand 2018) erst von fünf Fundstellen an drei Orten beschrieben werden. Neben der Typlokalität des „Pucherschachtes“ ist dies in Schneeberg noch das Grubenfeld „Am Roten Berg“ sowie der „Waldschacht“ („Schacht 26“).
Der weltweit zweite Fundort ist das Bergbaurevier von Bou-Azzer bei Taznakht (Tazenakht), Provinz Ouarzazate in der Region Drâa-Tafilalet im Süden Marokkos, wo Nickellotharmeyerit im „Gang No. 52“ in Aït Ahmane als manganhaltige Varietät zusammen mit Talmessit angetroffen worden ist.
Schließlich ist das Mineral auch im Bergwerk „Km 3“ westlich Lavrion und unweit des Dorfes Agios Konstantinos im Lavrion District, Region Attika, Griechenland, gefunden worden. Hier wurde er auch in der Paragenese des Nickeltsumcorits beschrieben – weitere Begleiter sind andere Nickeloxysalzminerale wie Annabergit, Nickelaustinit, Gaspéit und ein Ni-dominanter Vertreter der Serpentingruppe, wahrscheinlich Pecorait.
Vorkommen von Nickellotharmeyerit in Österreich oder in der Schweiz sind damit nicht bekannt.

## Verwendung
Aufgrund seiner Seltenheit ist Nickellotharmeyerit nur für den Mineralsammler interessant.